# Backberget
Backberget är ett delområde av stadsdelen Hosjö i östra Falun. Som namnet antyder ligger området på en höjd. Bebyggelsen består främst av villor, men några mindre radhus finns. Dominerande gatuadresser är Backbergsvägen och Hosjö backe.